# 安藤次男 (政治学者)
安藤 次男（あんどう つぎお、1944年1月17日 - 2013年3月5日）は、日本の政治学者。立命館大学名誉教授。専門はアメリカ政治。

## 経歴
1944年、茨城県生まれ。1962年、神奈川県立横浜翠嵐高等学校を卒業。1963年に京都大学法学部法律学科に入学。1967年、京都大学大学院法学研究科に進んだ。1971年3月、博士課程を退学。
1971年4月、立命館大学法学部助教授に就任。1978年に教授昇格。1989年、立命館大学国際関係学部教授に移り、立命館大学国際関係学部では、「欧米政治史」などの講義を長年担当。また法学部との合同ゼミは、名門ゼミであり、毎年優秀な学生が集まった。2009年3月に立命館大学を定年退職。2013年3月5日、膵臓癌のため死去。69歳没。

## 著編作
単著
- 『アメリカ自由主義とニューディール：1940年代におけるリベラル派の分裂と再編』法律文化社 1990年
- 『現代アメリカ政治外交史』法律文化社 2012年

共編著
- 『現代政治学』池田誠・福井英雄・中谷猛・菊井禮次共著、法律文化社 1979年
  - 改訂版 1984年
- 『人間の安全保障：世界危機への挑戦』佐藤誠著、東信堂 2004年
- 『ニューフロンティア国際関係』奥田宏司・原毅彦・本名純著、東信堂 2006年

訳書
- 『アフリカ 東西の戦場』アーサー・ガブション著、新評論 1986年
- 『国際理論：三つの伝統』マーティン・ワイト著、日本経済評論社 2007年